# 奥利·巴肯
奥利·巴肯（英語：Ole Bakken，1922年5月24日—1992年1月30日），加拿大前男子篮球运动员。他曾代表加拿大获得1948年夏季奥运会男子篮球比赛第九名。他于1992年在多伦多去世。